# Schmerzkrankheit
Der Begriff Schmerzkrankheit oder Schmerzsyndrom beschreibt den (in aller Regel chronischen) Schmerz als eigenständiges Krankheitsbild, abgekoppelt und unabhängig von dessen Ursachen.

## Definition
Als schmerzkrank bezeichnet man Patienten, bei denen der Schmerz seine Leit- und Warnfunktion verloren und einen eigenständigen Krankheitswert erlangt hat.
Im ICD-10 bildet sich die Schmerzkrankheit derzeit nur ungenügend ab.

## Ursache
Die Ursache des Auftretens einer Schmerzkrankheit ist das langfristige Bestehen von Schmerzzuständen die unabhängig von den Ursachen des Schmerzes zu psychopathologischen Veränderungen führen. Eine unzureichende Therapie und ein ungeeigneter Umgang mit dem Schmerz (Schmerzbewältigung) kann zu einer Fixierung auf den Schmerz und damit dem Beginn einer Schmerzkrankheit führen. Nicht immer sind bei den Betroffenen die Ursachen des Schmerzes offensichtlich.

## Auswirkungen
Von der Schmerzkrankheit Betroffene haben häufig eine lange Krankheitsgeschichte hinter sich und leiden oft an einem verminderten Selbstwertgefühl und Depressionen. Die Erkrankung ist eine häufige Ursache für Arbeits- oder Erwerbsunfähigkeit oder gestörte soziale Interaktionen in Familie und Partnerschaft.

## Therapie
In der Therapie stellt die Schmerzkrankheit ursachenunabhängig als eigenständiges Krankheitsbild dar. Die Behandlung sollte interdisziplinär erfolgen.